# 聖パウロの回心 (カラヴァッジョ、チェラージ礼拝堂)
『聖パウロの回心』（せいパウロのかいしん、伊: Conversione di san Paolo、英: The Conversion of Saint Paul）、または『ダマスカスへの途上中の回心』 (ダマスカスへのとじょうちゅうのかいしん、英: The Conversion on the Way to Damascus）は、17世紀イタリア・バロック期の巨匠ミケランジェロ・メリージ・ダ・カラヴァッジョが1601年にキャンバス上に油彩で制作した絵画である。ローマのサンタ・マリア・デル・ポポロ聖堂のチェラージ礼拝堂のためにカラヴァッジョが描いた2点の絵画のうちの1点『聖パウロの回心』の第2ヴァージョンとして描かれた。現在も、チェラージ礼拝堂に掛けられている。

## 委嘱
ティベリオ・チェラージ (1544-1601年) はローマ生まれの法律家で大学の学長にも選ばれた優れた人物であり、カラヴァッジョと契約した当時はローマ教皇庁会計院のトップである財務長官の要職についていた。肝臓の病で苦しんだ彼は1598年に遺書を書き、1601年5月に療養先フラスカーティの別荘で世を去った。

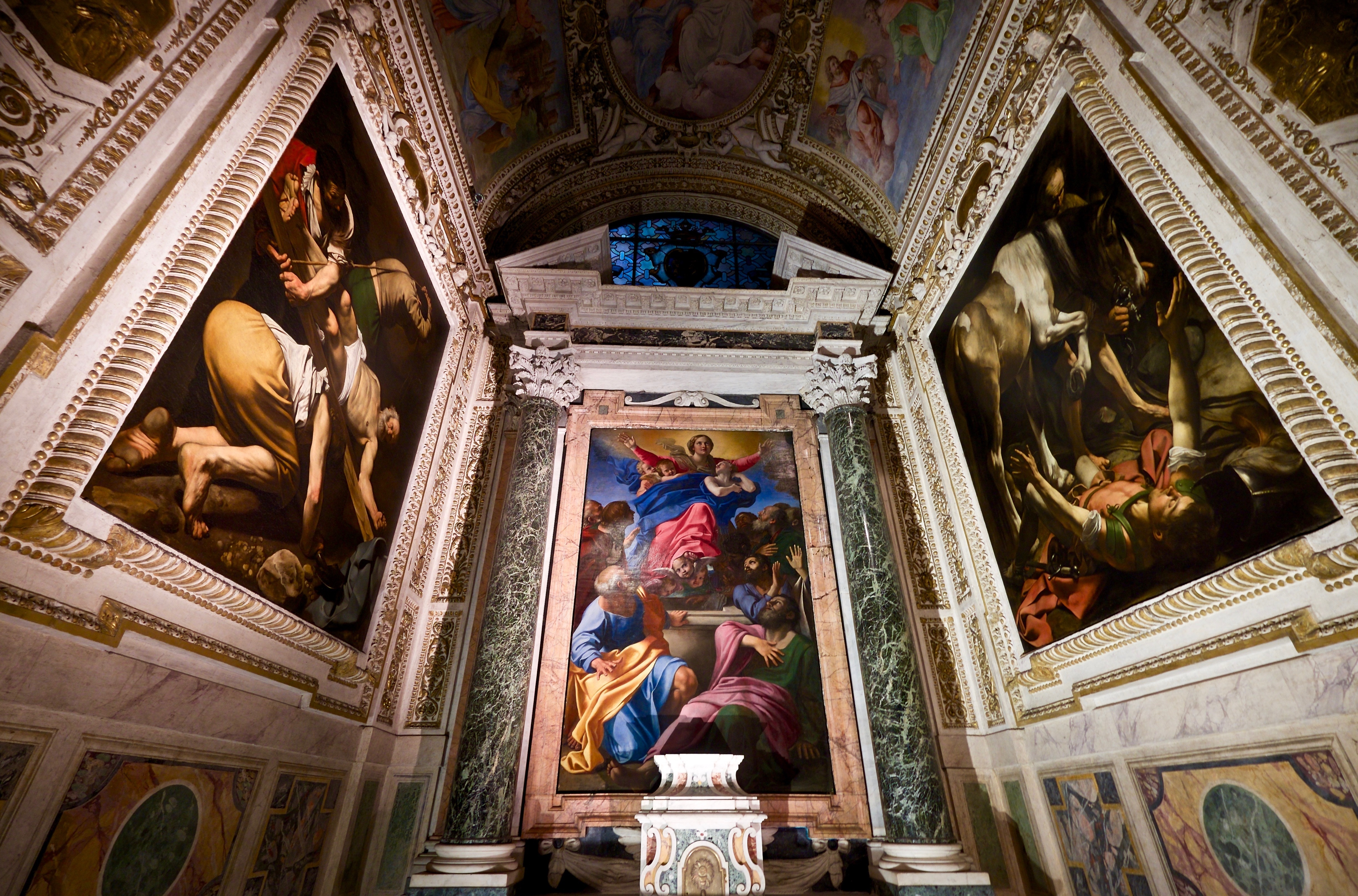
チェラージ礼拝堂内部。中央はカラッチの『聖母被昇天』、左はカラヴァッジョの『聖ペテロの磔刑』 (第2ヴァージョン)、右はカラヴァッジョの『聖パウロの回心』 (第2ヴァージョン)

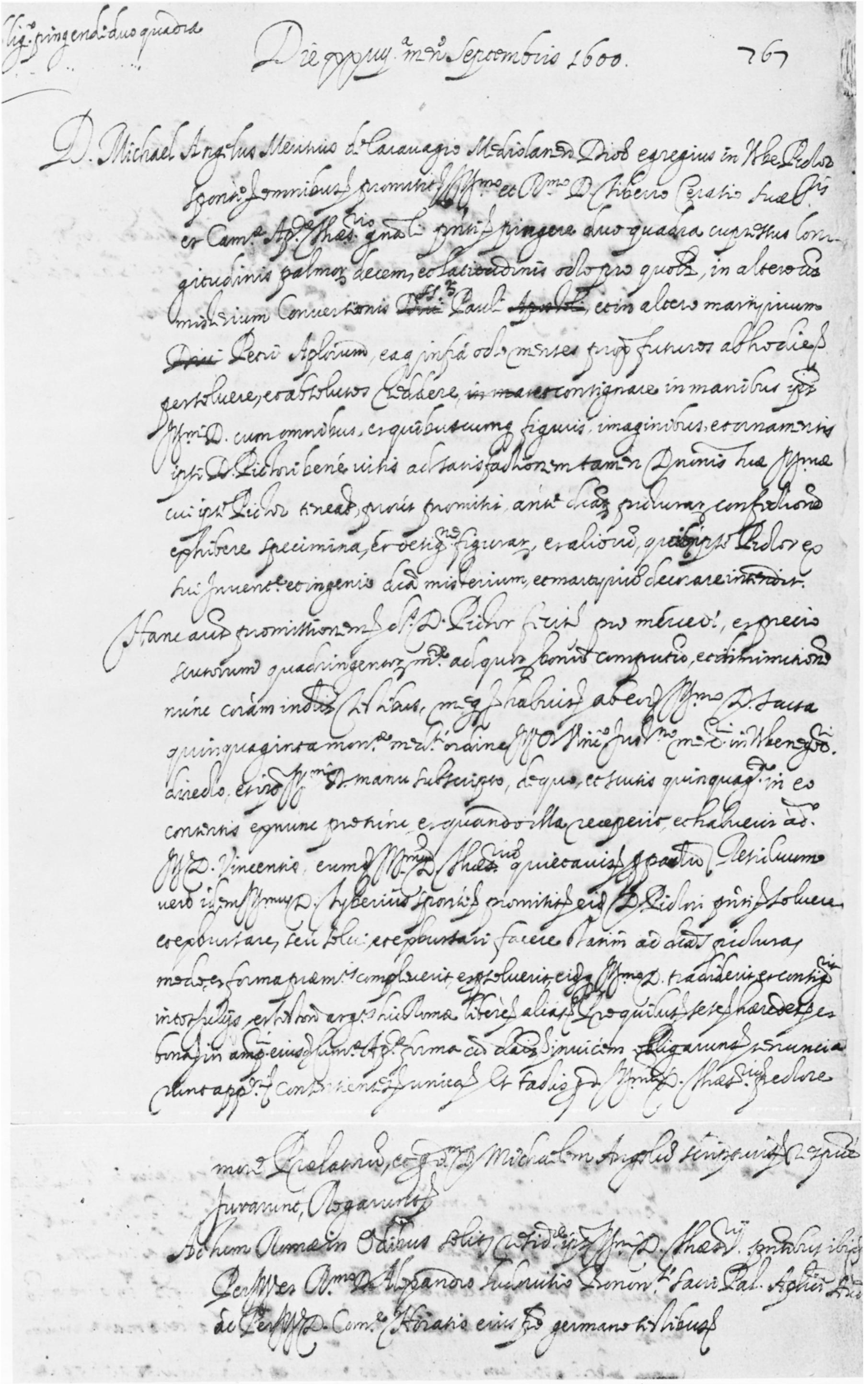
カラヴァッジョとチェラージの間で取り交わされた契約書のコピー

前年の7月にチェラージは自身の墓所にするつもりで、サンタ・マリア・デル・ポポロ聖堂の礼拝堂の権利を入手し、死後の名声のために最も優れた美術家たちに礼拝堂の改築と装飾を依頼した。かくして、礼拝堂の改築・拡張はサン・ピエトロ大聖堂の主任建築家カルロ・マデルノに、中央の祭壇画『聖母被昇天』の制作と天井のフレスコ画の意匠はアンニーバレ・カラッチに、そして左右側壁の絵画『聖パウロの回心』と『聖ペテロの磔刑』はカラヴァッジョに依頼されたのである。
ちなみに、カラッチはカラヴァッジョに先立って祭壇画の委嘱を受け、左右側壁の絵画も本来はカラッチに委嘱されるはずであった。しかし、カラッチは仕えていたファルネーゼ家に呼ばれて、仕事を中断しなければならなくなったため、カラヴァッジョに側壁の絵画が依頼されることになったのである。この時点で、チェラージは礼拝堂を2人の非公式の競合の場としようとしたにちがいない。さらに、2人の若い天才画家が相対するこの空間では両者の優越が比較され、目の肥えたローマの人々の厳しい批評眼に晒されるのは必至だった。カラヴァッジョ自身も、かねてから一目置き、自身と同時期に大きな称賛と注目を集めていたカラッチにライヴァル意識を抱き、依頼された『聖パウロの回心』と『聖ペテロの磔刑』に意欲的に取り組んだはずである。
カラヴァッジョとチェラージの間で交わされた1600年9月24日の契約書では、糸杉の板に『聖パウロの回心』 (オデスカルキ・コレクション、ローマ) と『聖ペテロの磔刑』を8か月以内に描くことなどが定められていた。しかし、現在、礼拝堂にある両作品は板ではなくキャンバスに描かれている。この理由について、画家兼著述家であったジョヴァンニ・バリオーネは以下のように伝えている。
「これらの絵は、初め異なった手法 (マニエラ) で描かれたが、注文主に気に入られなかったため、サンネジオ枢機卿がそれらを引き取った。そのあとに同じカラヴァッジョが、今日見るところのこれらの絵を油彩で描いたのである」。
ここで、バリオーネがいっている「手法」とは板絵のことだと思われる。フレスコ画の『ユピテル、ネプトゥヌスとプルート』 (ヴィッラ・ルドヴィーシ、ローマ) 以外、カラヴァッジョの作品はほとんどすべてキャンバスに油彩で描かれており、例外はチェラージ礼拝堂に最初に描かれたというヴァージョンと『ゴリアテの首を持つダヴィデ』 (美術史美術館、ウィーン) だけである。

カラヴァッジョの『聖パウロの回心』 (第1ヴァージョン)、オデスカルキ・コレクション、ローマ

カラヴァッジョが板に描き、ジャコモ・サンネジオ枢機卿が購入した『聖パウロの回心』と『聖ペテロの磔刑』の第1ヴァージョンはその後、行方不明となった。しかし、いったんスペインの貴族の手に渡ったことが判明しており、『聖パウロの回心』の第1ヴァージョンはジェノヴァのバルビ家の所有を経て、1943年にローマのオデスカルキ・コレクション中に発見された。その一方で、『聖ペテロの磔刑』の第1ヴァージョンは行方がわからない。
最近の研究では、『聖パウロの回心』と『聖ペテロの磔刑』の第1ヴァージョンはいったん礼拝堂内に設置されてから、かなりの期間そのままになっていた可能性がある。建具師への支払いが完了する1605年5月までの4年間のうちに、カラヴァッジョはそれらを現在見ることのできる第2ヴァージョンに置き換えた。なお、上述のバリオーネはカラヴァッジョのライヴァルであったため、その証言は割り引いて考える必要がある。「注文主 (チェラージ) に気に入られなかったため」ということ自体、考えられない。第1ヴァージョンは素描によって図像などがチェラージに了承されてから描かれた上、第1ヴァージョンが完成した時にチェラージはすでに世を去っていたからである。チェラージの死後、新たなカラヴァッジョの庇護者となったコンソラツィオーネ病院の同心会が描き直しを指示した可能性はある。しかし、第1ヴァージョンが撤去されたのは、画家の意思であったのかもしれない。

## 主題

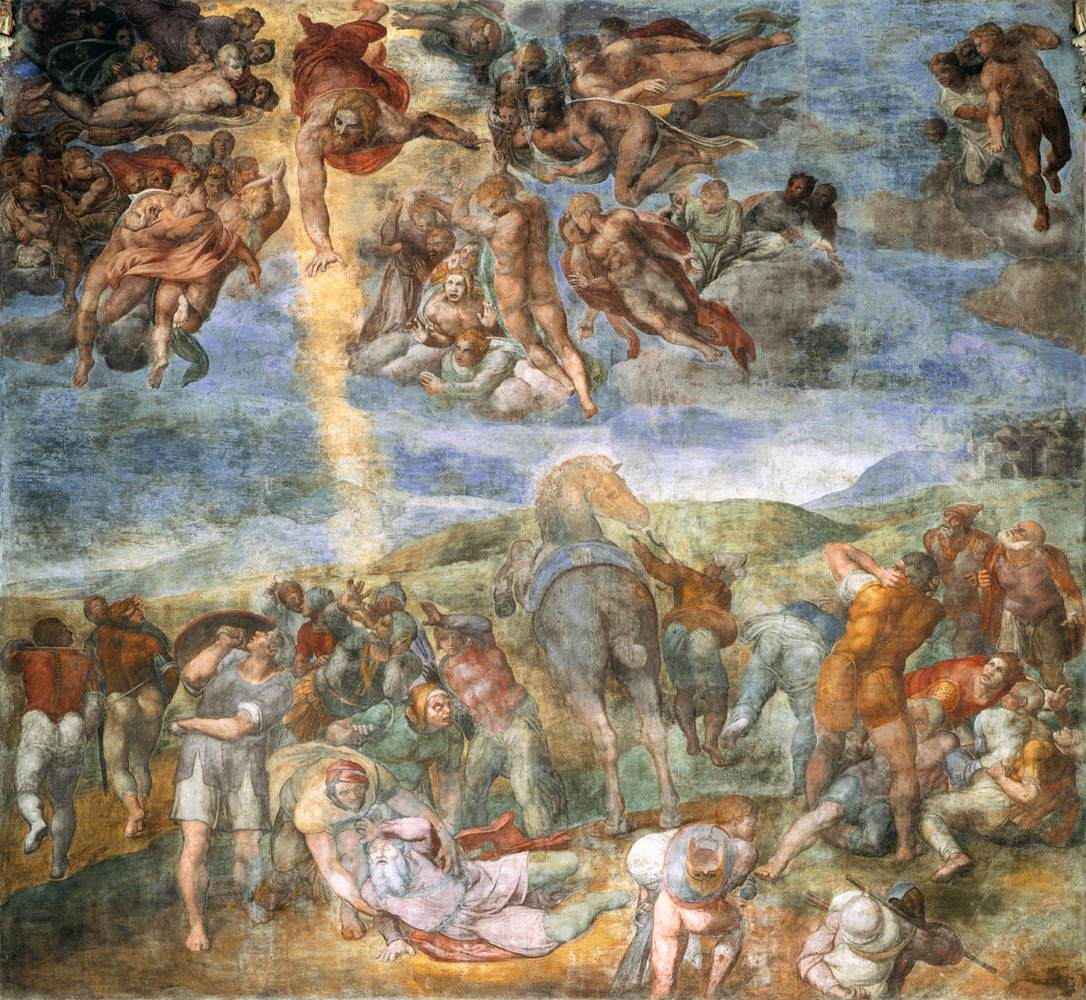
ミケランジェロ『聖パウロの回心 (ミケランジェロ)』 (1546-1550年)、パオリーナ礼拝堂、ヴァチカン宮殿

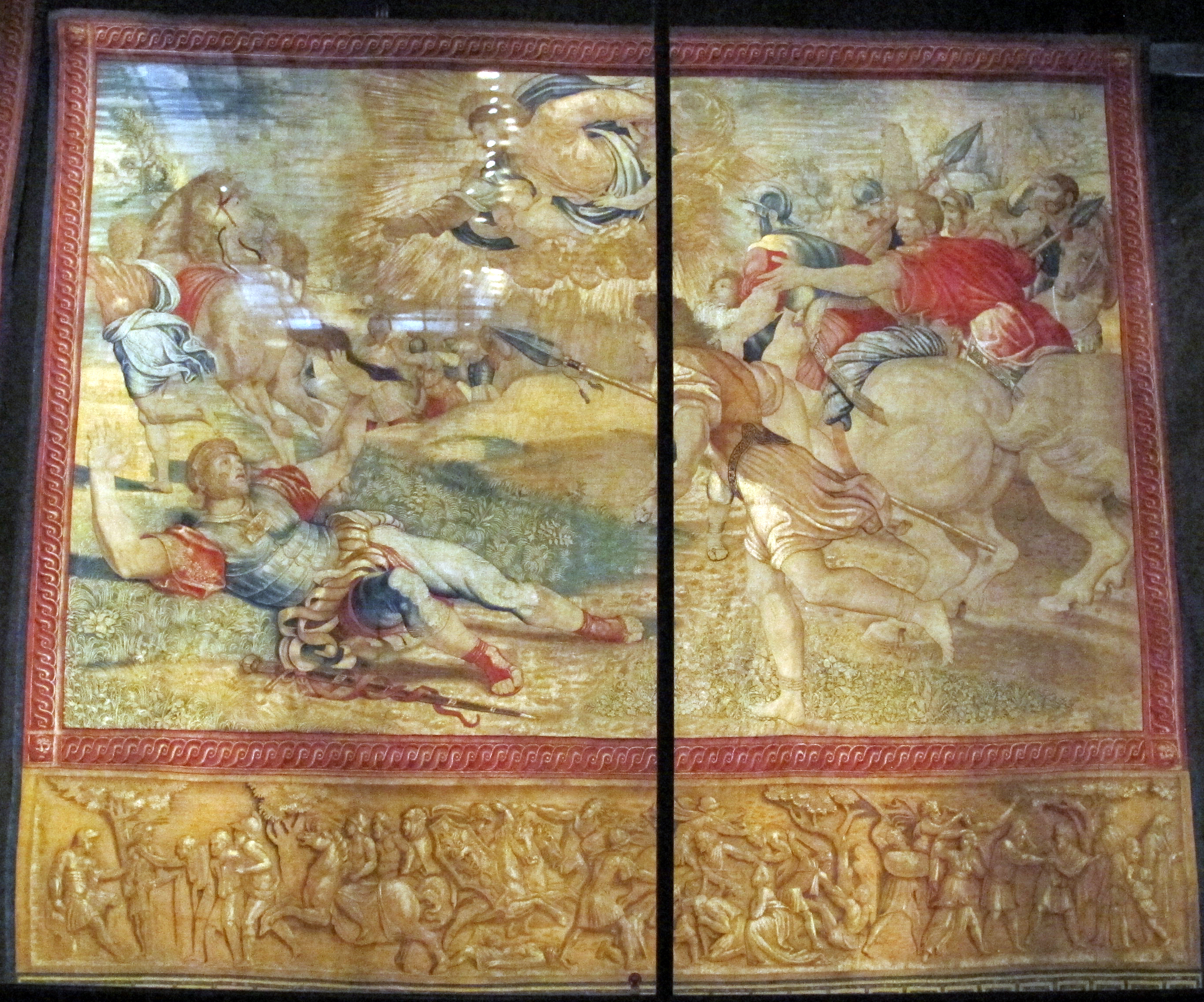
ラファエロの下絵にもとづくタペストリー『聖パウロの回心』、システィーナ礼拝堂 (ヴァチカン宮殿)、ローマ

主題の「聖パウロの回心」は「使徒行伝」 (9:1-9, 22:6-16, 26:12-18) に記述される逸話である。キリスト教徒迫害のためにダマスカスに向かっていたパウロ (サウロ) は天からの光を受けて落馬し、「サウロ、サウロ、なぜ私を迫害するのか」という声を聞く。立ち上がったパウロは何も見えなくなり、それから3日後にダマスカスで神に遣わされたアナニアという男によってふたたび目が見えるようになった。それをきっかけにパウロは回心し、「神の器」となって福音を広める。
キリスト教に敵対するパリサイ人パウロが改宗するこの奇跡はきわめて劇的であり、対抗宗教改革の時代に好んで絵画に描かれた。しかも、この回心後、キリスト教史上最大の宣教師となったパウロは回心と召命とを同時に経験したという点で、単なる異教徒の改宗以上の重要な意味を持っている。そのため、この主題には、神と天使たちが光によって異教徒の軍勢をなぎ倒すようなダイナミックな構成がふさわしかった。
実際、この主題を表した伝統的な図像では、落馬するパウロと、天に出現するイエス・キリスト、光に打たれて驚き慌てる周囲の人々とが組み合わされている。カラヴァッジョが意識したであろうミケランジェロのフレスコ画『聖パウロの回心 (ミケランジェロ)』（パオリーナ礼拝堂、バチカン宮殿）にも光を放つキリストとそれを囲む天使たちが現れ、動揺する人々や逃げ出そうとする馬が画面にひしめいている。当初、『聖パオロの回心』を描くはずであったアンニーバレ・カラッチも絵画のための習作素描を残しているが、その素描でも落馬して驚いて両手を挙げるパオロが別の兵士に助け起こされる姿が描かれており、その発想はミケランジェロに近いものであった。

## 作品
『聖パウロの回心』の第1ヴァージョンは、ミケランジェロのフレスコ画『聖パウロの回心』に加え、ラファエロの下絵をもとにしたタピストリーの同主題作に影響を受けたものであった。天使をともなう半身像の神、疾走しながら振り返る馬、パウロの衣装などに、ラファエロに触発された形跡が明らかに見て取れる。カラヴァッジョは、ミケランジェロとラファエロの同主題作を基礎に自身の図像を作り出したのである。

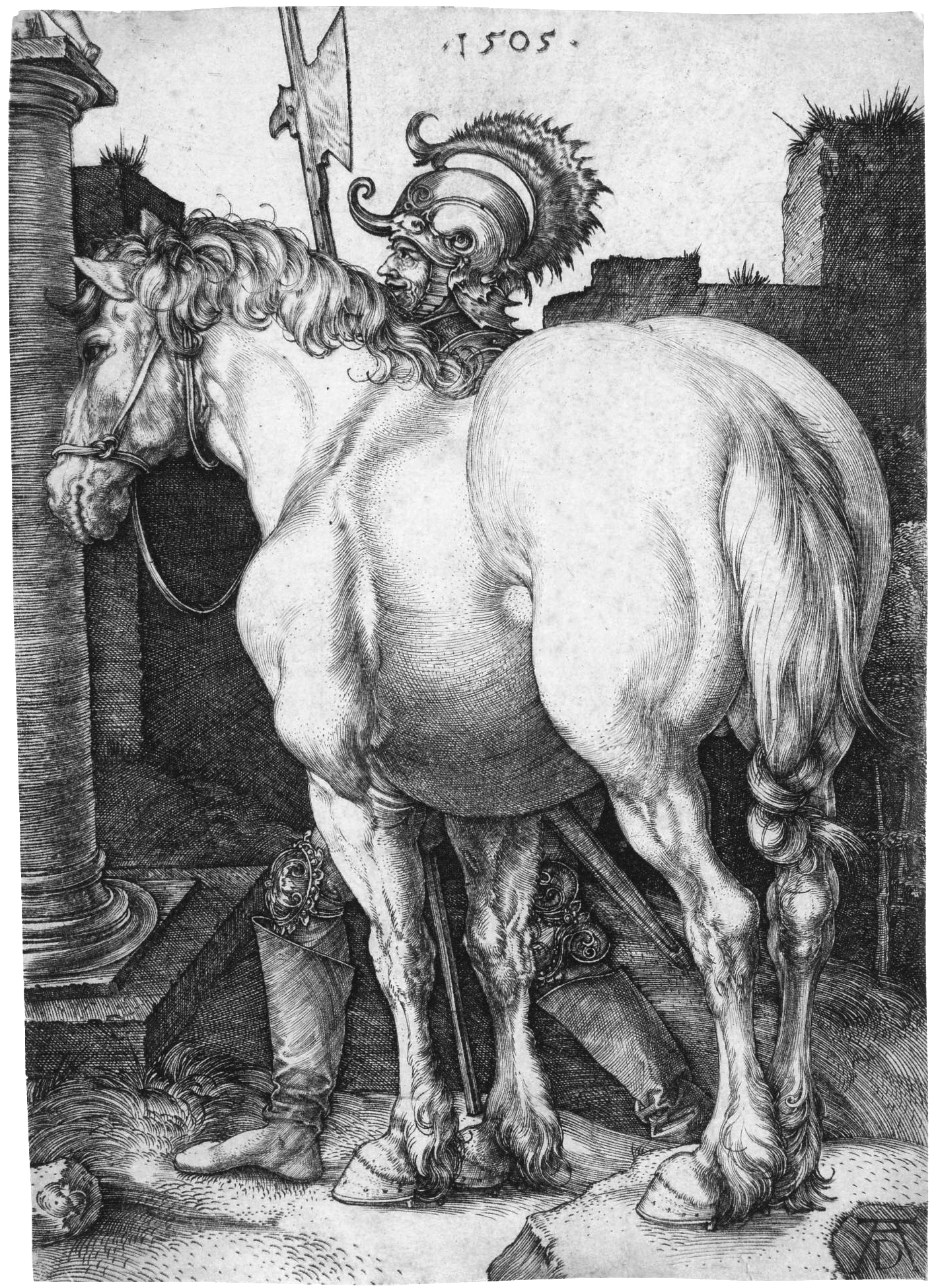
アルブレヒト・デューラーの銅版画『大きな馬』 (1505年)

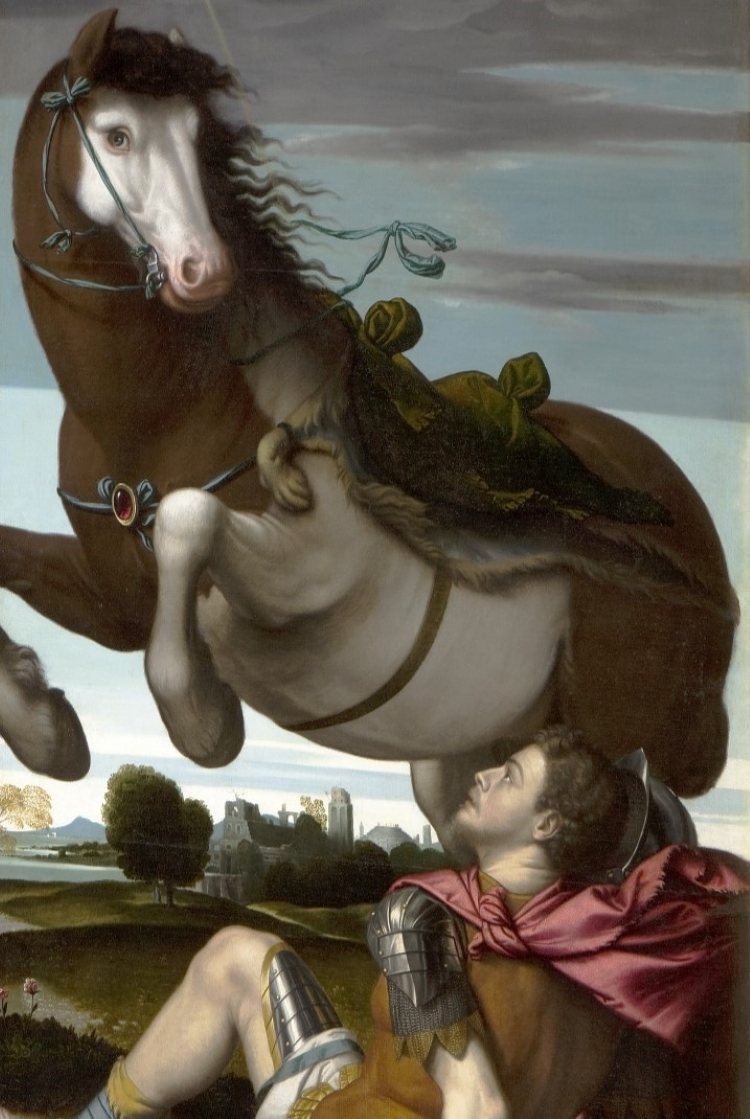
モレット・ダ・ブレシア『聖パオロの落馬』 (1539-1540年) の部分、サンタ・マリア・プレッソ・サン・チェルソ聖堂、ミラノ

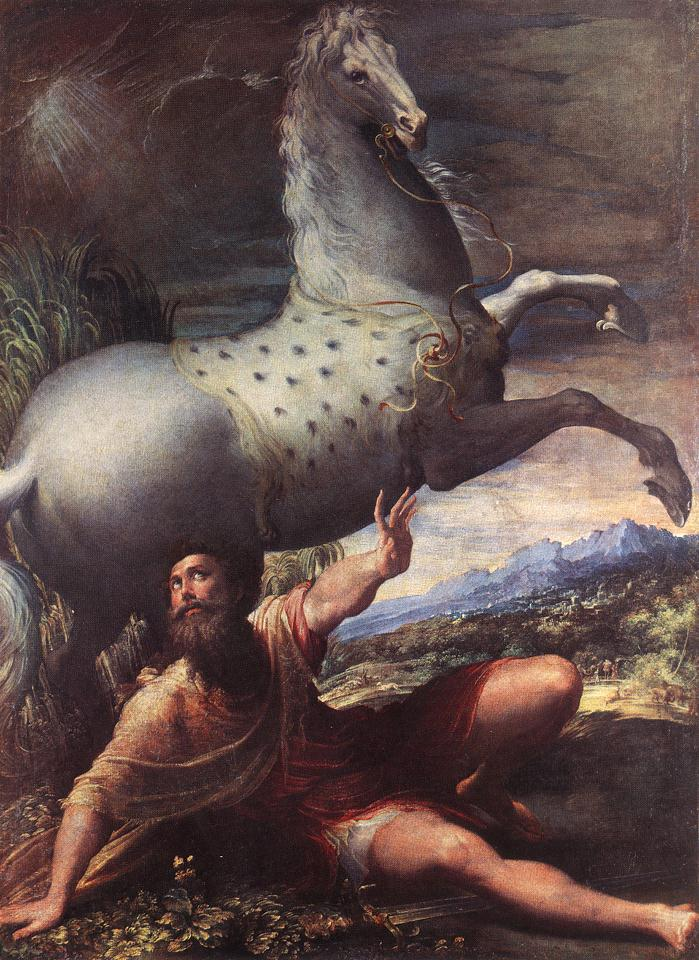
パルミジャニーノ『聖パウロの改宗』 (1552年ごろ) 、美術史美術館、ウィーン

第2ヴァージョンである本作は第1ヴァージョンとほぼ同じ大きさである。しかし、印象はまったく異なっている。カラヴァッジョは、第1ヴァージョンから神と天使、槍を持つ兵士、そして背後の木や風景を省略し、本作には馬と馬丁、そして落馬したパウロの身のみを表している。馬は画面の3分2を占め、最も目立つ存在である。鑑賞者に大きな尻を向ける馬の描写は、ドイツ・ルネサンス期の巨匠アルブレヒト・デューラーの銅版画『大きな馬』に由来する。1505年に制作されたこの銅版画は、すぐにイタリアで何度も模倣され、カラヴァッジョも目にする機会があったのであろう。
ミケランジェロとラファエロ以来のローマの伝統に従った第1ヴァージョンでは、両手で目を覆うパウロを描くことで奇跡の瞬間を捉えようとした。これに対して、第2ヴァージョンでは、ローマの伝統から離れて、北イタリアの伝統に回帰した。実際、神を光で表現し、馬とパウロのみを描くのは、パルミジャニーノやモレット・ダ・ブレシアの同主題作を見ればわかるように北イタリア絵画の伝統なのである。とりわけ、モレットの『聖パウロの落馬』はミラノのサンタ・マリア・プレッソ・サン・チェルソ聖堂という由緒ある聖堂の作品で、カラヴァッジョもよく知っていたはずである。

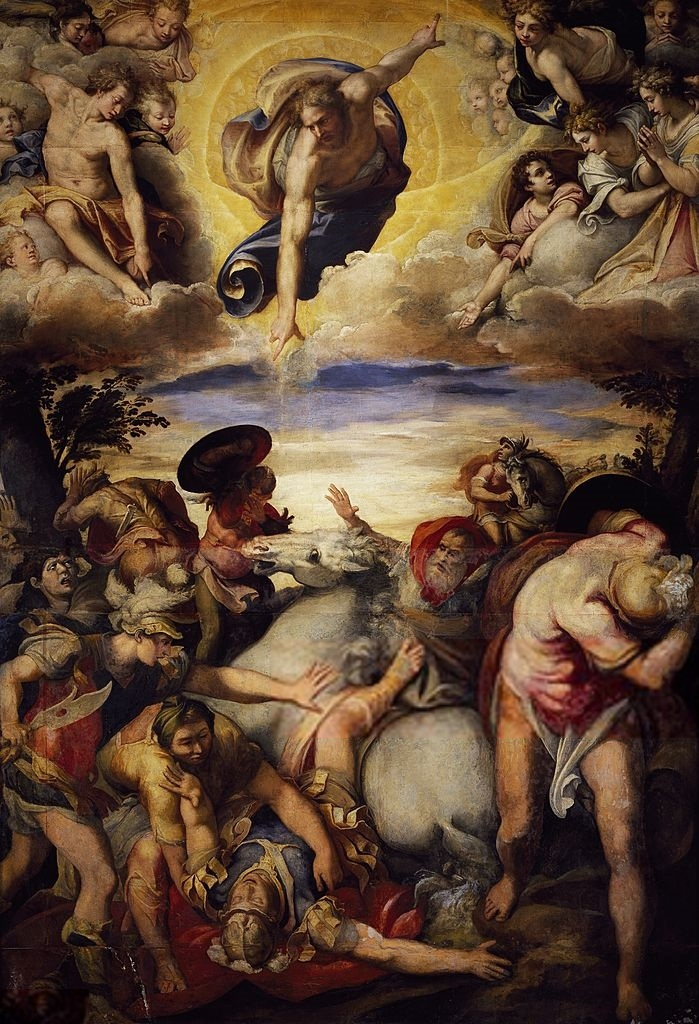
タッデオ・ツッカリ『聖パウロの回心』 (1560年ごろ)、サン・マルチェッロ・アル・コルソ聖堂、ローマ

それでも、カラヴァッジョは本作で試行錯誤を余儀なくされた。修復の際に撮られたX線画像から、そのことを裏づける興味深い事実がわかっている。カラヴァッジョは初め、北イタリアの絵画では定番となっている、光に向かって右手を上げるポーズでパウロを画面右端に描いていた。しかし、現在の作品に見られるように手前に倒れて両手を上げるパウロのポーズに描きなおしたのである。このように両手を神＝光に向かって差し伸べるポーズと薄髭を生やした若いパウロの図像は、ラファエロの下絵をもとにしたタピストリーに倣っている。その一方で、夏の午後のチェラージ礼拝堂には後方の高い窓から夕日が差し込み、あたかも神の光のように画面を斜めに横切って、倒れているパウロの両腕に受け止められているのを見ることができる。パウロが両手を上げるポーズに変更されたのは、この現実の光を画面に導入するためであったのかもしれない。
また、パウロは初めは目を開けていたが、目を閉じる姿に変更されている。これは、ミケランジェロのフレスコ画とタッデオ・ツッカリのフレスコ画『聖パウロの回心』 (サン・マルチェッロ・アル・コルソ聖堂、ローマ) から学んだ結果である。とはいえ、天から舞い降りてくるキリストと兵士たちが騒がしい雰囲気を作り出しているツッカリの作品は、カラヴァッジョの静謐で薄暗い本作とはまったく印象を異にする。
パルミジャニーノやモレットの作品はカラヴァッジョ同様、馬とパウロに焦点を当てているものの、象徴的あるいは寓意的な作品のように見える。これに対し、カラヴァッジョは、あくまでも現実の延長として物語を表現するために馬丁を加えているが、同時に風景を排して、天も地も不分明な画面を描いている。画面には奇蹟を示すものは何も存在せず、画面は基本的に片足を上げた馬と短縮法を駆使したパウロだけで構成されており、倒れたパウロのみが天からの声を聞いている。さらに、この絵画には、パウロの一団を釘づけにした天からの強い光も描かれておらず、光の存在は画面右上の数条の光に加えて、パウロの倒れている地面が画面上方の背景よりも明るくなっていることで示唆されているに過ぎない。
かくして、カラヴァッジョの伝記を著した17世紀の美術理論家ジョヴァンニ・ピエトロ・ベッロ―リは、本作について「まったく動きのない物語」として記している。しかし、美術史家のヴァルター・フリードレンダーやアドルフォ・ベントゥーリには、本作は「真実の探求」、すなわち大仰な物語をパウロの内面のドラマへと変えた近代的な宗教性の表現と映った。実際、キリスト教史上最も重要なパウロの奇蹟の物語は、超自然的な光や神の顕現によってではなく、すべて余人のうかがい知ることのできないパウロの脳内で起こったという近代的な解釈が提示されているのである。